# Mtatsminda pantheon

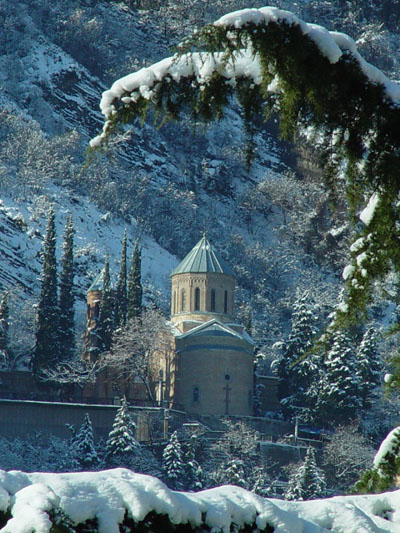
St Davidskyrkan och Mtatsminda

Mtatsminda pantheon (georgiska: მთაწმინდა პანთეონი, Mtatsminda panteoni) är en nekropol i Tbilisi, Georgien. Vid Mtatsminda är många av Georgiens mest kända författare, artister, forskare och nationalhjältar begravda. Den ligger i kyrkogården runt St. Davidskyrkan "Mamadaviti", vid sluttningen av Mtatsmindaberget (som på georgiska betyder "heligt berg"). Mtatsminda grundades officiellt 1929. 

## Lista över personer begravda vid Mtatsminda
- Vaso Abasjidze (1854–1962), georgisk skådespelare och direktör
- Nikoloz Berdzjenisjvili (1894–1965), georgisk historiker
- Kakutsa Cholokasjvili (1888–1930), georgisk nationalhjälte och kämpe mot sovjetregimen
- Zviad Gamsachurdia (1939-1993), georgisk dissident under sovjettiden och den första demokratiskt valda presidenten i Georgien
- Aleksandr Gribojedov (1795-1829), rysk författare
- Giorgij Leonidze (1899–1966), georgisk poet
- Niko Nikoladze (1843–1928), georgisk journalist
- Vazja-Psjavela (1861–1915), georgisk poet
- Otar Tjiladze (1933–2009), georgisk författare